# Pittsburg County
Pittsburg County är ett administrativt område i delstaten Oklahoma, USA, med 45 837 invånare. Den administrativa huvudorten (county seat) är McAlester. 

## Geografi
Enligt United States Census Bureau så har countyt en total area på 3 569 km². 3 382 km² av den arean är land och 186 km² är vatten.

### Angränsande countyn
- McIntosh County - nord
- Haskell County - nordost
- Latimer County - öst
- Pushmataha County - sydost
- Atoka County - syd
- Coal County - sydväst
- Hughes County - väst